# Michel Milde
Michel Milde, właśc. Michał Tomasz Milde (ur. 5 stycznia 1977 w Bydgoszczy) – kompozytor i wykonawca muzyki elektronicznej. Stylem nawiązuje do gatunku z lat 70. i 80. XX w. i wykonawców takich jak Jean-Michel Jarre, Tangerine Dream, Kraftwerk. Najczęściej wykonuje formy ambientowe, jak również stylem czerpiąc ze szkoły berlińskiej, także spójne merytorycznie suity.

## Działalność muzyczna
Michel Milde w 2016 roku wziął udział w projekcie crowdfundingowym na portalu Polakpotrafi.pl. aby wydać swój pierwszy album muzyczny. Akcja zakończyła się sukcesem, a zakładana kwota została podwojona. W grudniu 2016 roku ukazały się pierwsze dwa albumy artysty „Images” oraz „Ultra PRL”. Krótko po ukazaniu się płyt, Michałem Milde zainteresowało się wydawnictwo muzyczne Marmel Records, które wydało dwa kolejne albumy.

## Działalność pozamuzyczna
Michał Milde pracował jako grafik oraz ilustrator dla gazet i magazynów, oprócz tego pisze artykuły, recenzje w lokalnych mediach. W sferze zainteresowań, oprócz muzyki, jest również modelarstwo redukcyjne oraz fotografia.

## Koncerty i wydarzenia muzyczne
- 2017: klub Destylarnia w Bydgoszczy – koncert Images, który był wydarzeniem promującym albumy Images i Ultra PRL[11][12].
- 2017: klub El Jazz w Bydgoszczy – warsztaty muzyczne[13]

## Dyskografia

### Albumy komercyjne
| Tytuł                     | Rok wydania | Wydawnictwo    | Źródło        |
| ------------------------- | ----------- | -------------- | ------------- |
| Images                    | 2016        | Akord          | [ 14 ] [ 15 ] |
| Ultra PRL                 | 2016        | Akord          | [ 16 ]        |
| Chernobyl Disaster        | 2017        | Marmel Records | [ 17 ] [ 18 ] |
| Rencontre avec la musique | 2017        | Marmel Records | [ 19 ] [ 20 ] |

### Albumy niekomercyjne
| Tytuł                    | Rok wydania | Źródło        |
| ------------------------ | ----------- | ------------- |
| Deep Space Ambient       | 2017        | [ 21 ]        |
| Oxygene Alternative      | 2017        | [ 22 ] [ 23 ] |
| Beyond The Event Horizon | 2018        | [ 24 ]        |